# Dúnchad II de Dalriada
Pour les articles homonymes, voir Bec (homonymie).
 (mai 2021).
Dúnchad Becc, mort en 721, était le roi des Scots du Kintyre, dans le royaume du Dál Riata.

## Origine
Dúnchad Becc est peut-être un autre petit-fils de Dúnchad mac Conaing issu d'une branche cadette du Cenél Gabrain.

## Règne
Dúnchad Becc, roi du Kintyre, est à la tête du Cenél Gabrain lorsqu'il remporte le vendredi 6 octobre 719 une grande bataille navale (bellum maritimum) à Arda Nesbi contre Selbach mac Ferchair et le Cenél Loairn.
Sa mort dans des circonstances inconnues relevée deux ans plus tard en 721 par les annalistes met fin à sa brève hégémonie sur les scots du Dál Riata.

## Sources
- (en) James E. Fraser From Caledonia to Pictland Scotland to 795 Edinburgh University Press (2009)  (ISBN 978-0-7486-1232-1)